# Goldener Mozart-Ring
Der Goldene Mozart-Ring ist eine Auszeichnung, welche von der Mozartgemeinde Wien verliehen wird.

## Beschreibung und Vergabemodus
Der goldene Ring ist ein Unikat, das nach dem Entwurf eines Mozart-Verehrers hergestellt wurde und auf der Siegelplatte das reliefierte Porträt Mozarts im Profil zeigt. Nach dem Tod des Besitzers stiftete seine Witwe den Ring im Jahre 1995 der Mozartgemeinde Wien um auf diese Weise ihrer tiefen Verbundenheit mit der Musik Ausdruck zu geben.
Es wurde mit der Stifterin vereinbart, dass der Ring etwa alle fünf Jahre »an Künstlerinnen oder Künstler beziehungsweise an Persönlichkeiten des Kulturlebens weitergegeben werden soll, die sich um das Werk Mozarts und dessen Interpretation große Verdienste erwarben«. In Übereinstimmung mit dem jeweils letzten Preisträger nimmt die Mozartgemeinde Wien die Wahl eines neuen Preisträgers vor.

## Bisherige Träger
- 1995 – 2002: Anton Scharinger
- 2002 – 2007: Angelika Kirchschlager
- 2008 – 2013: Michael Heltau
- 2013 – 2018: Franz Welser-Möst
- 2018 – 2023: Heinz Medjimorec
- 2023 – dato: Ulrich Konrad